# Spihalszczyzna
Spihalszczyzna (biał. Спігальшчына; ros. Спигальщина) – wieś na Białorusi, w obwodzie witebskim, w rejonie miorskim, w sielsowiecie Jazno.
Dawniej używane nazwy – Spigalszczyzna, Spiehalszczyzna.

## Historia
W czasach zaborów wieś włościańska w gminie Jazno, w powiecie dzisieńskim, w guberni wileńskiej Imperium Rosyjskiego.
W latach 1921–1945 wieś leżała w Polsce, w województwie wileńskim, w powiecie dziśnieńskim, w gminie Jazno.
Według Powszechnego Spisu Ludności z 1921 roku zamieszkiwało tu 140 osób, 47 było wyznania rzymskokatolickiego, 87 prawosławnego a 6 mojzeszowego. Jednocześnie 37 mieszkańców zadeklarowało polską a 103 białoruską przynależność narodową. Było tu 25 budynków mieszkalnych. W 1931 w 27 domach zamieszkiwało 150 osób.
Wierni należeli do parafii rzymskokatolickiej i prawosławnej w Czerniewiczach. Miejscowość podlegała pod Sąd Grodzki w Dziśnie i Okręgowy w Wilnie; właściwy urząd pocztowy mieścił się w Jaźnie.
W wyniku napaści ZSRR na Polskę we wrześniu 1939 miejscowość znalazła się pod okupacją sowiecką. 2 listopada została włączona do Białoruskiej SRR. Od czerwca 1941 roku pod okupacją niemiecką. W 1944 miejscowość została ponownie zajęta przez wojska sowieckie i włączona do obwodu witebskiego Białoruskiej SRR.
Do 1957 wieś w sielsowiecie Jazno. W latach 1957–1960 w sielsowiecie Zaucie.
Od 1991 w składzie niepodległej Białorusi.